# Tijani Belaid
Tijani Belaid (* 6. September 1987 in Paris) ist ein tunesischer Fußballspieler.

## Vereinskarriere
Belaid spielte in seiner Jugend für den Paris FC und wechselte 2004 zu Inter Mailand. Der Mittelfeldspieler debütierte am 38. Spieltag der Serie A 2004/05 gegen Reggina Calcio im Profifußball, spielte aber ansonsten für die Nachwuchsmannschaft Inters in der Campionato Primavera. Sein größter Erfolg in dieser Zeit war der Gewinn der Coppa Italia Primavera 2006. Im Januar 2007 lieh ihn Inter an die PSV Eindhoven aus, für die er allerdings ohne Erstligaeinsatz blieb und ebenfalls im Nachwuchsteam spielte.
Im Sommer 2007 wechselte Belaid erneut auf Leihbasis zu Slavia Prag, wo er mit der Mannschaft in die UEFA Champions League einzog. Im ersten Gruppenspiel gegen Steaua Bukarest erzielte er das 2:1-Siegtor. In der tschechischen Liga wurde Belaid zu Saisonbeginn häufig eingewechselt, am sechsten Spieltag stand er zum ersten Mal in der Anfangself. Zwei Wochen später erzielte er beim 7:1 Slavias gegen Tescoma Zlín zwei Tore.
In der Saison 2008/09 absolvierte Belaid als Stammspieler 24 Einsätze, in denen er neun Tore erzielte, woraufhin er von Slavia fest verpflichtet wurde und einen Vertrag bis zum 30. Juni 2012 unterschrieb. Nach Querelen mit Trainer Karel Jarolím sollte er in der Winterpause der Saison 2009/10 an den FK Mladá Boleslav verliehen werden, Mladá Boleslav verzichtete nach einem Test allerdings auf den Spieler.
Anfang 2011 wurde Belaid von Slavia Prag freigestellt. Er wechselte daraufhin zum englischen Zweitligisten Hull City. In der Sommerpause verließ er Hull wieder in Richtung APOEL Nikosia. Zur Winterpause 2011/12 wechselte er von dort zum deutschen Zweitligisten 1. FC Union Berlin, bei dem er zunächst einen Halbjahresvertrag erhielt. Trotz Startschwierigkeiten bei den Berlinern verlängerte Union zum Saisonende den Vertrag um ein weiteres Jahr. In der Winterpause 2012/13 trennte man sich jedoch, nachdem Belaid sich nicht im Team durchgesetzt hatte.
Zahlreiche Vereine folgten in den Jahren bis 2021; Belaid spielte in Portugal und Bulgarien, für zwei tunesische Klubs (darunter gleich zweimal der Club Africain Tunis, der ihn bei der zweiten Verpflichtung aber verlieh), in Griechenland und Indonesien (auch hier zweimal, darunter in der angesprochenen Leihe), Bahrain und Irak. Seit 2021 ist er wieder in Tunesien aktiv.

## Nationalmannschaft
Nach einer Einberufung in die tunesische U17-Nationalelf spielte Belaid auch für die französische U19-Auswahl. Im Erwachsenenbereich entschied er sich für das Heimatland seiner Eltern, Tunesien.
In der Tunesischen Nationalmannschaft debütierte Belaid am 16. August 2006 in Narbonne, Tunesien unterlag Mali mit 0:1. Seinen zweiten Einsatz für Tunesien hatte Belaid am 15. November 2006 im Spiel gegen Libyen. Am 17. Oktober 2007 sorgte er mit seinem Tor für den 1:0-Sieg Tunesiens gegen die Vereinigten Arabischen Emirate. Nach mehrjähriger Pause bestritt er seine beiden letzten von 18 Länderspielen bei zwei Freundschaftsbegegnungen im Jahr 2015.